# Data Protection Commissioner
Der Data Protection Commissioner (DPC, irisch An Coimisinéir Cosanta Sonraí) ist der Leiter der nationalen Datenschutzbehörde in Irland.
Der DPC wird vom Parlament ernannt und ist unabhängig von der Regierung. Der Amtssitz des Data Protection Commissioner ist das Office of the Data Protection Commissioner in Portarlington im County Laois. Die Behörde selbst hat keine eigene Bezeichnung, sie umfasst nur einen kleinen Mitarbeiterstab und nennt sich Büro des DPC. Europaweite Bekanntheit erlangte diese Behörde, da die Meta-Tochter Facebook Ireland Limited ihren Sitz in Irland hat. Diese Tochtergesellschaft ist verantwortlich für alle Belange, die Facebook-Nutzer von außerhalb der USA und Kanada betreffen, so dass für Streitigkeiten zum Thema Datenschutz der DPC zuständig ist.
Rechtsgrundlage ist der Data Protection Act von 1998. Durch den Data Protection Amendment Act von 2003 wurde die Richtlinie 95/46/EG umgesetzt und der Datenschutz verbessert.
Aufgaben des DPC sind die Überwachung des Rechts der erlassenen Gesetze sowie Sanktionen gegen Verstöße durchzusetzen.
Amtierende DPC ist seit 2014 Helen Dixon. Ihr Vorgänger war Billy Hawkes. Er wurde 2005 ernannt und 2010 für eine weitere Periode von fünf Jahren bestätigt. Sein Vorgänger war Joe Meade.
Der DPC ist Mitglied der Artikel-29-Datenschutzgruppe sowie der Internationalen Konferenz der Beauftragten für den Datenschutz und den Schutz der Privatsphäre.
Im Vereinigten Königreich entspricht diese Funktion dem Information Commissioner.

## Kritik
In die Kritik kam der DPC im Zusammenhang mit dem Verein europe-v-facebook, einer Gruppe um den Juristen Maximilian Schrems. Der Verein hatte im Sommer 2011 beim DPC mehr als 20 Anzeigen gegen Facebook eingereicht und drei Jahre später mangels Aussicht auf Erfolg wieder zurückgezogen. Der DPC hatte Entscheidungen zugunsten Facebook getroffen und auf Beschwerden nicht reagiert, ohne dem Verein jemals Einsicht in Akten oder vorliegende Beweise zu gewähren.
Laut NOYB setzte sich die DPC auch dafür ein, dass Facebook und andere Unternehmen in Europa ohne Einwilligung der Nutzenden Daten für Werbezwecke sammeln dürfen.